# 星空美咲
星空美咲（日语：／，3月25日—），寶塚歌劇團花組現任主演娘役，永久輝聖亞的搭檔，暱稱，神奈川縣鐮倉市人，曾就讀於橫濱雙葉高等學校，身高164公分。

## 簡介
- 2017年，考進寶塚音樂學校。2019年進入寶塚歌劇團，105期生[2]，同期有稀惺かずと(現星組男役)[3]、音彩唯(現雪組娘役)、山吹ひばり(現宙組娘役)、詩ちづる(現星組娘役)。初次登台表演是宙組公演「オーシャンズ11（瞞天過海)」[4]，之後被分到花組。
- 2021年，第一次擔任寶塚Bow Hall公演女主角，劇目是「PRINCE　OF　ROSES－王冠に導かれし男－(薔薇王子-王冠引領的人)」[5]。同年的KAAT神奈川芸術劇場、梅田藝術劇場公演「銀ちゃんの恋(銀醬之戀，改編塚公平/つかこうへい原作劇本「蒲田行進曲」)」是她第一次擔任東上(東京特別公演)女主。[6][7][8][9]
- 2022年梅田藝術劇場、東京建物 Brillia HALL公演「冬霞の巴里(冬日煙霞中的巴黎)」，再次擔任東上(東京特別公演)女主[10][11]。緊接著寶塚大劇場「巡礼の年〜リスト・フェレンツ、魂の彷徨〜(巡禮之年～李斯特・弗朗茨，徘徊的靈魂～)」新人公演亦由她擔任女主角[12][13]。
- 2023年，「うたかたの恋(梅耶林/泡沫之戀，改編自Claude Anet原作小說「Mayerling」)」/「ENCHANTEMENT（アンシャントマン）-華麗なる香水（パルファン）-(ENCHANTEMENT-華麗的香水)」，首次擔任每日謝幕時，第一位出場領唱的歌姬(エトワール)[14]。而「激情(改編自普羅斯佩·梅里美原作小說卡門)」也由她擔任全國巡迴公演女主角[15]。
- 2024年1月19日，寶塚歌劇團官方宣布她將於5月27日就任花組主演娘役，擔任永久輝聖亞的搭檔[16][17]。前披是御園座公演「ドン・ジュアン(唐璜)」[18]；大劇場披露目是「エンジェリックライ(天使的謊言)」。

## 寶塚歌劇團時期

### 初舞台
- 2019年4-5月 寶塚大劇場 宙組公演「オーシャンズ11（瞞天過海)」[4]

### 花組時期
- 2019年8-11月 「A Fairy Tale -青い薔薇の精-(A Fairy Tale －藍玫瑰精靈－)」飾演:シャーロットの幻(11歲的夏洛特幻想的自己)(正式公演:美羽愛)[19]/「Charme!」
- 2020年1月 東京國際論壇「DANCE OLYMPIA」[20]
- 2020年7-11月 「はいからさんが通る(窈窕淑女)」[21]
- 2021年1-2月 寶塚Bow Hall「PRINCE OF ROSES-王冠に導かれし男-(薔薇王子-王冠引領的人)」飾演:イザベル(約克的伊莉莎白)＊首次擔任寶塚Bow Hall公演女主角[22]
- 2021年4月 寶塚大劇場 「アウグストゥス－尊厳ある者－(奧古斯都－神聖至尊－)」「Cool Beast!!」[23]
- 2021年5-7月 東京寶塚劇場 「アウグストゥス－尊厳ある者－(奧古斯都－神聖至尊－)」「Cool Beast!!」
- 2021年8-9月 KAAT神奈川芸術劇場、梅田藝術劇場 「銀ちゃんの恋(銀醬之戀，改編塚公平/つかこうへい原作劇本「蒲田行進曲」)」飾演:水原小夏 ＊首次擔任東京特別公演女主角[24][25]
- 2021年11-12月 寶塚大劇場「元禄バロックロック(元祿巴洛克搖滾)」 飾演:ツバキ(樁) 新人公演:リク(香林院,大石內藏助的妻子)(正式公演:華雅りりか)/「The Fascination（ザ ファシネイション）!」[26]
- 2022年1-2月 東京寶塚劇場「元禄バロックロック(元祿巴洛克搖滾)」 飾演:ツバキ(樁) /「The Fascination（ザ ファシネイション）!」
- 2022年3-4月 梅田藝術劇場、東京建物 Brillia HALL 「冬霞（ふゆがすみ）の巴里(冬日煙霞中的巴黎)」飾演:アンブル[27]＊擔任東京特別公演女主角
- 2022年6-7月  寶塚大劇場 「巡礼の年〜リスト・フェレンツ、魂の彷徨〜(巡禮之年～李斯特・弗朗茨，徘徊的靈魂～)」 飾演:デルフィーヌ・ゲー(Delphine Gay/黛爾菲恩・肯) 新人公演 飾演:マリー・ダグー伯爵夫人(玛丽·达古尔特) (正式公演:星風圓)/「Fashionable Empire(時尚帝國)」＊首次擔任新人公演女主角[13]
- 2022年8-9月 東京寶塚劇場 「巡礼の年〜リスト・フェレンツ、魂の彷徨〜(巡禮之年～李斯特・弗朗茨，徘徊的靈魂～)」 飾演:デルフィーヌ・ゲー(Delphine Gay/黛爾菲恩・肯) /「Fashionable Empire(時尚帝國)」[13]
- 2022年10-11月 「フィレンツェに燃える(燃情翡冷翠)」飾演:アンジェラ(安琪拉)/「Fashionable Empire(時尚帝國)」※全國巡迴公演[28][29]
- 2023年1月 寶塚大劇場「うたかたの恋(梅耶林/泡沫之戀，改編自Claude Anet原作小說「Mayerling」)」飾演:ミリー・ステュベル/「ENCHANTEMENT（アンシャントマン）-華麗なる香水（パルファン）-(ENCHANTEMENT-華麗的香水)」＊首次在公演謝幕時擔任領唱的歌姬(エトワール)[30]
- 2023年2-3月 東京寶塚劇場「うたかたの恋(梅耶林/泡沫之戀，改編自Claude Anet原作小說「Mayerling」)」飾演:ミリー・ステュベル/「ENCHANTEMENT（アンシャントマン）-華麗なる香水（パルファン）-(ENCHANTEMENT-華麗的香水)」
- 2023年7-10月 「鴛鴦歌合戦（おしどりうたがっせん）(鴛鴦歌合戰)」飾演:おとみ 新人公演 飾演:麗姬(正式公演:春妃うらら)[31]/「GRAND MIRAGE!」
- 2023年11-12月 「激情(改編自普羅斯佩·梅里美原作小說卡門)」飾演:カルメン／「GRAND MIRAGE!」※全國巡迴公演 ＊首次擔任全國巡迴公演女主角[32][33]
- 2024年2月9日-3月24日 寶塚大劇場 「アルカンシェル～パリに架かる虹～(Arc-en-ciel～巴黎上空的彩虹～)」飾演:アネット(Annette/安妮特)[34][35]＊在公演謝幕時擔任領唱的歌姬(エトワール)
- 2024年4-5月 東京寶塚劇場 「アルカンシェル～パリに架かる虹～(Arc-en-ciel～巴黎上空的彩虹～)」飾演:アネット(Annette/安妮特)

### 花組主演娘役時期
- 2024年7月16日-8月1日 御園座 「ドン・ジュアン(唐璜)」飾演:マリア(瑪麗亞)[36]＊主演娘役披露目
- 2024年9月-2025年1月 『エンジェリックライ(天使的謊言)』飾演:エレナ(艾琳娜)/『Jubilee(禧年/紀念慶典)』[37]＊主演娘役大劇場披露目
- 2025年3月 博多座『マジシャンの憂鬱(魔術師的憂鬱)』飾演:ヴェロニカ(薇若妮卡)/『Jubilee(禧年/紀念慶典)』[38]
- 2025年6-9月 『悪魔城ドラキュラ( Castlevania 惡魔城～月下覺醒～，改編電玩遊戲恶魔城系列)』飾演:マリア・ラーネッド(瑪麗亞・拉德妮) 新人公演 飾演:修道女(修女)/『愛, Love Revue！』
- 2025年11-12月 東京国際フォーラム(東京國際論壇)、梅田藝術劇場 『Goethe!(歌德，改編同名德語音樂劇)』
- 2026年2-5月 『蒼月抄』/『EL DESEO(慾望)』

## 外部連結
- 寶塚官網星空美咲的簡介（页面存档备份，存于）
- 東京都會電視台網站星空美咲簡介宝塚カフェブレイク登場人物星空美咲，存档于Archive.today（存檔日期 20250422）